# Vates multilobata
Espèce
Vates multilobata est une espèce d'insectes, de la famille des Mantidae, sous-famille des Vatinae , et de la tribu des Vatini.

## Dénomination
L'espèce a été décrite par l'entomologiste français Lucien Chopard en 1910 sous le nom de Vates multilobata.

### Synonymie
- Vates cnemidotus (Burmeister, 1838)[2]

### Articles liés
- Stagmatoptera
- Liste des genres et des espèces de mantes
- Liste des mantes de Guyane